# Kevin McKidd
Kevin McKidd est un acteur et réalisateur britanno-américain, né le 9 août 1973 à Elgin (Écosse, Royaume-Uni).
Après des études d'art dramatique, il acquiert très rapidement une certaine notoriété en tenant l'un des premiers rôles du film Trainspotting (1996).
Après avoir joué dans plusieurs films indépendants britanniques, il acquiert la reconnaissance internationale par l'intermédiaire de la télévision en interprétant les rôles de Lucius Vorenus dans Rome et du docteur Owen Hunt dans Grey's Anatomy, série dont il réalise également plusieurs épisodes.

## Biographie

### Jeunesse
Kevin Mckidd est le fils de Neil McKidd, un plombier, et de Kathleen, une secrétaire. Il grandit à Elgin et fait du théâtre avec la troupe du Moray Youth Theatre pendant son enfance et son adolescence. En 1991, il commence des études pour être ingénieur à l'université d'Édimbourg, où il poursuit ses activités théâtrales au Bedlam Theatre (en). Il décide alors de changer d'orientation et de se consacrer au métier d'acteur. Il étudie donc l'art dramatique à la Queen Margaret University (en), dont il sort diplômé en 1994.

### Carrière
Il fait ses débuts au cinéma en 1996 en jouant dans Small Faces  et surtout dans Trainspotting, de Danny Boyle, film dans lequel il interprète un jeune homme qui s'efforce de mener une vie saine avant que sa destinée ne prenne un tour tragique. Il tourne alors dans plusieurs films indépendants britanniques et tient notamment le premier rôle dans Des chambres et des couloirs (1998).
En 2002, il interprète à nouveau un premier rôle, cette fois dans le film d'horreur Dog Soldiers, de Neil Marshall. L'année suivante, il tient le rôle principal du film indépendant 16 Years of Alcohol (en), pour lequel il est nommé à plusieurs prix cinématographiques. Il joue ensuite un petit rôle dans le film de Ridley Scott Kingdom of Heaven (2005) mais c'est à la télévision, dans la série Rome, qu'il obtient la consécration en interprétant l'un des deux rôles principaux, celui de Lucius Vorenus, un centurion déchiré entre ses convictions politiques et son devoir de soldat. Cette interprétation lui vaut la reconnaissance de la critique,. Malgré son succès, la série est toutefois annulée au bout de deux saisons en raison de son coût élevé de production.
L'acteur tient ensuite des seconds rôles dans les films Hannibal Lecter : Les Origines du mal et La Dernière Légion (2007), ainsi que le rôle principal de la série télévisée Journeyman, celui d'un journaliste qui voyage dans le temps. Cette série est annulée à la fin de la première saison en raison de ses audiences déclinantes.
Il obtient en 2008 un nouveau rôle important à la télévision en intégrant la distribution principale de la série Grey's Anatomy au cours de sa 5e saison. Il y interprète le docteur Owen Hunt, un chirurgien militaire aux méthodes peu orthodoxes qui doit lutter contre un trouble de stress post-traumatique et entame une relation électrique avec Cristina Yang. À partir de 2011, il réalise également des épisodes de la série, dix à la date de 2015.
En parallèle à son rôle récurrent dans Grey's Anatomy, il poursuit sa carrière au cinéma, apparaissant notamment dans le rôle de Poséidon dans Percy Jackson : Le Voleur de foudre (2010) et assurant le voix de Lord McGuffin dans le film d'animation Rebelle (2012). Il prête également sa voix au personnage Soap MacTavish des jeux vidéo Call of Duty: Modern Warfare 2 (2009) et Call of Duty: Modern Warfare 3 (2011). Il est par ailleurs à l'origine de l'enregistrement de l'album musical de folk écossais The Speyside Sessions, au bénéfice de l'association Save the Children.

### Vie privée
Il s'est marié à Jane Parker en 1999, avec qui il a eu deux enfants : Joseph (né en 2000) et Iona (née en 2002). Le 20 août 2015, lui et sa famille obtiennent la nationalité américaine. En juillet 2016 , il annonce son divorce après presque 17 ans de mariage.
En 2018, il se marie avec Arielle Goldrath, et le 13 mai 2018, cette dernière accouche de leur premier enfant, un garçon prénommé Aiden. Le 27 juillet 2019, ils ont accueilli leur deuxième enfant, une fille prénommée Nava James. En juillet 2022, il annonce qu'il est séparé de sa femme, mais qu'ils restent bons amis.
McKidd est désormais en couple avec l'actrice révélée dans la série américaine Station 19, Danielle Savre.

## Filmographie

### Cinéma
- 1996 : Small Faces : Malky Johnson
- 1996 : Trainspotting : Tommy MacKenzie
- 1996 : The Leading Man : Ant
- 1997 : Régénération (en) : Callan
- 1998 : Acid House (The Acid House) : Johnny
- 1998 : Des chambres et des couloirs (Bedrooms and Hallways) : Leo
- 1998 : Marrakech Express (Hideous Kinky)de Gillies MacKinnon : Henning
- 1999 : Topsy-Turvy : Durward Lely (Nanki-Poo)
- 2002 : Dog Soldiers : Cooper
- 2002 : Max : George Grosz
- 2002 : Nicholas Nickleby : John Browdie
- 2003 : 16 Years of Alcohol (en) : Frankie Robert
- 2003 : AfterLife : Kenny Brogan
- 2004 : The Rocket Post (en) : Thomas McKinnon
- 2004 : De-Lovely : Bobby Reed
- 2005 : Kingdom of Heaven : le sergent anglais
- 2007 : Hannibal Lecter : Les Origines du mal : Petras Kolnas
- 2007 : La Dernière Légion (The Last Legion) : Wulfila
- 2008 : Le Témoin amoureux (Made of Honor) : Colin McMurray
- 2010 : Percy Jackson : Le Voleur de foudre (Percy Jackson) : Poséidon
- 2010 : Bunraku : Tueur no 2  2011 Fantômes et Cie
- 2012 : Rebelle (Brave) : le seigneur MacGuffin (voix)
- 2012 : Comes a Bright Day (en) : Cameron
- 2013 : La Ligue des justiciers : Le Paradoxe Flashpoint : Batman / Thomas Wayne (voix)
- 2015 : Dangerous Housewife (Home Sweet Hell) : Freeman
- 2024 : Jamais plus (It Ends with Us) de Justin Baldoni : Andrew Bloom

### Télévision
- 1996 : Kavanagh (série télévisée, saison 2, épisode 5) : David Lomax
- 1996 : Father Ted (série télévisée, saison 1 épisode 7 et saison 2, épisode 11) : le père Deegan
- 1999 : Le Monde magique des léprechauns (The Magical Legend of the Leprechauns) (téléfilm) : Jericho O'Grady
- 2000 : Anna Karénine (en) (mini-série) : le comte Vronsky
- 2000 : North Square (en) (série télévisée, 10 épisodes) : Billy Guthrie
- 2004 : Gunpowder, Treason & Plot (en) (téléfilm) : Bothwell
- 2005-2007 : Rome (série télévisée, 22 épisodes) : Lucius Vorenus
- 2006 : The Virgin Queen (mini-série) : le duc de Norfolk
- 2007 : Journeyman (série télévisée, 13 épisodes) : Dan Vasser
- depuis 2008 : Grey's Anatomy (série télévisée, 212 épisodes) : Owen Hunt
- 2014 : Franklin and Bash (série télévisée, saison 4, épisode 6) : le duc Albert Daughtery
- 2015 : Epouse et serial killer : Freeman
- 2025 : The Bombing of Pan Am 107 (1 épisode) : Tom McCulloch

## Distinctions
Cette section récapitule les principales récompenses et nominations obtenues par Kevin McKidd. Pour une liste plus complète, se référer à l'Internet Movie Database.

### Récompenses
- 1999 : Prix du meilleur acteur au Fantasporto pour Acid House
- 2005 : Prix du meilleur acteur au Festival international des programmes audiovisuels de Biarritz pour Gunpowder, Treason & Plot (en)

### Nominations
- 2003 : British Independent Film Award du meilleur acteur pour 16 Years of Alcohol (en)
- 2004 : BAFTA Scotland Award du meilleur acteur écossais pour 16 Years of Alcohol
- 2008 : Saturn Award du meilleur acteur de télévision pour Journeyman

## Voix françaises
| - Alexis Victor dans : - Rome (série télévisée) - Journeyman (série télévisée) - Grey's Anatomy (série télévisée) - The Virgin Queen (série télévisée) - Percy Jackson : Le Voleur de foudre - Bunraku - Dangerous Housewife (téléfilm) - Antoine Tomé dans : - Hannibal Lecter : Les Origines du mal - La Dernière Légion | - Thierry Ragueneau dans : - Dog Soldiers - Des chambres et des couloirs et aussi - Christophe Brault dans Trainspotting - Pascal Germain dans Max - Éric Herson-Macarel dans Le Témoin amoureux - Paul Borne dans Rebelle (voix) - Saïd Amadis dans La Ligue des justiciers : Le Paradoxe Flashpoint (voix) - David Krüger dans Jamais plus |